# Fort Smith Trolley Museum

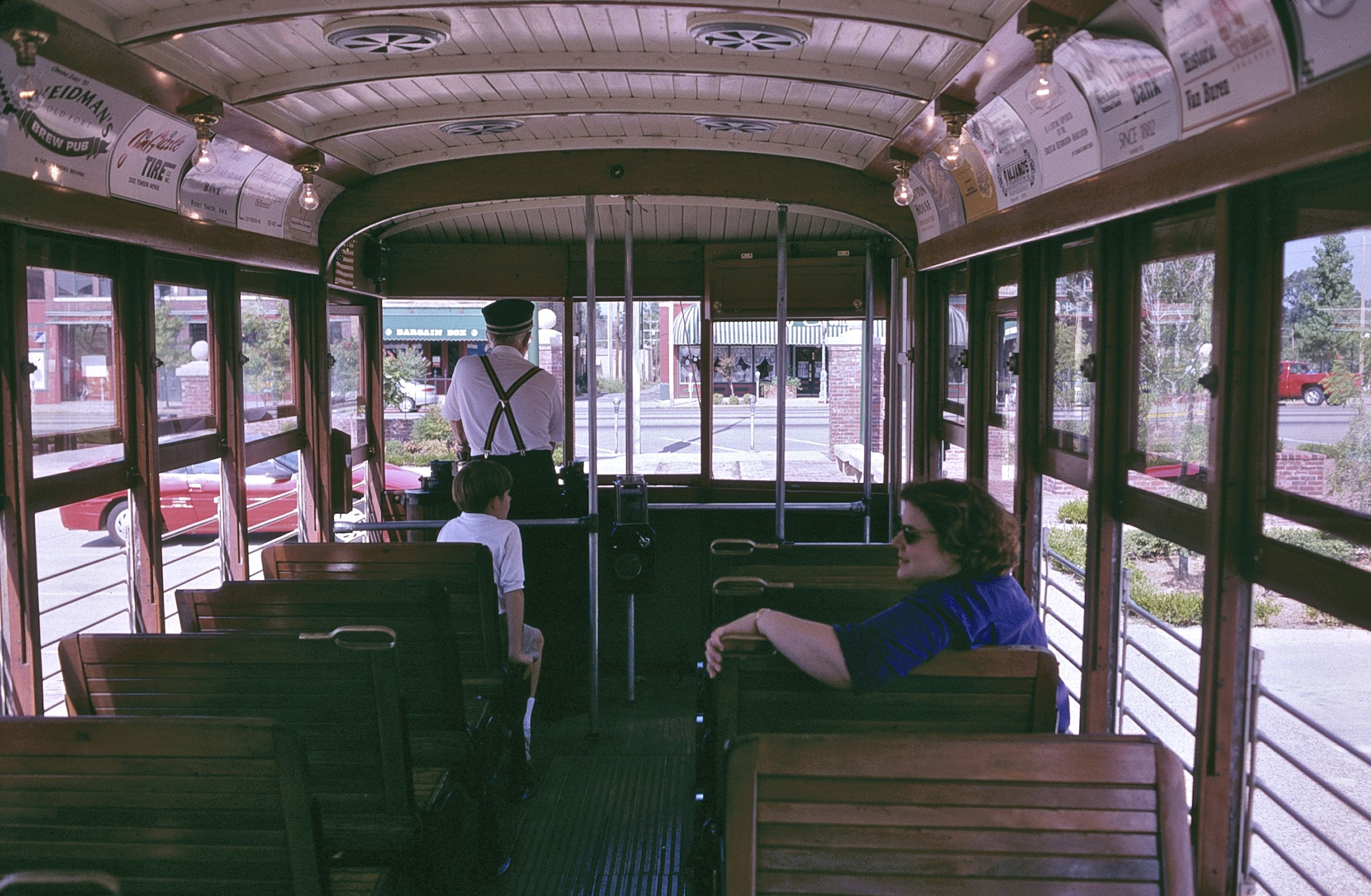
Fort Smith spårvagn Nr 224

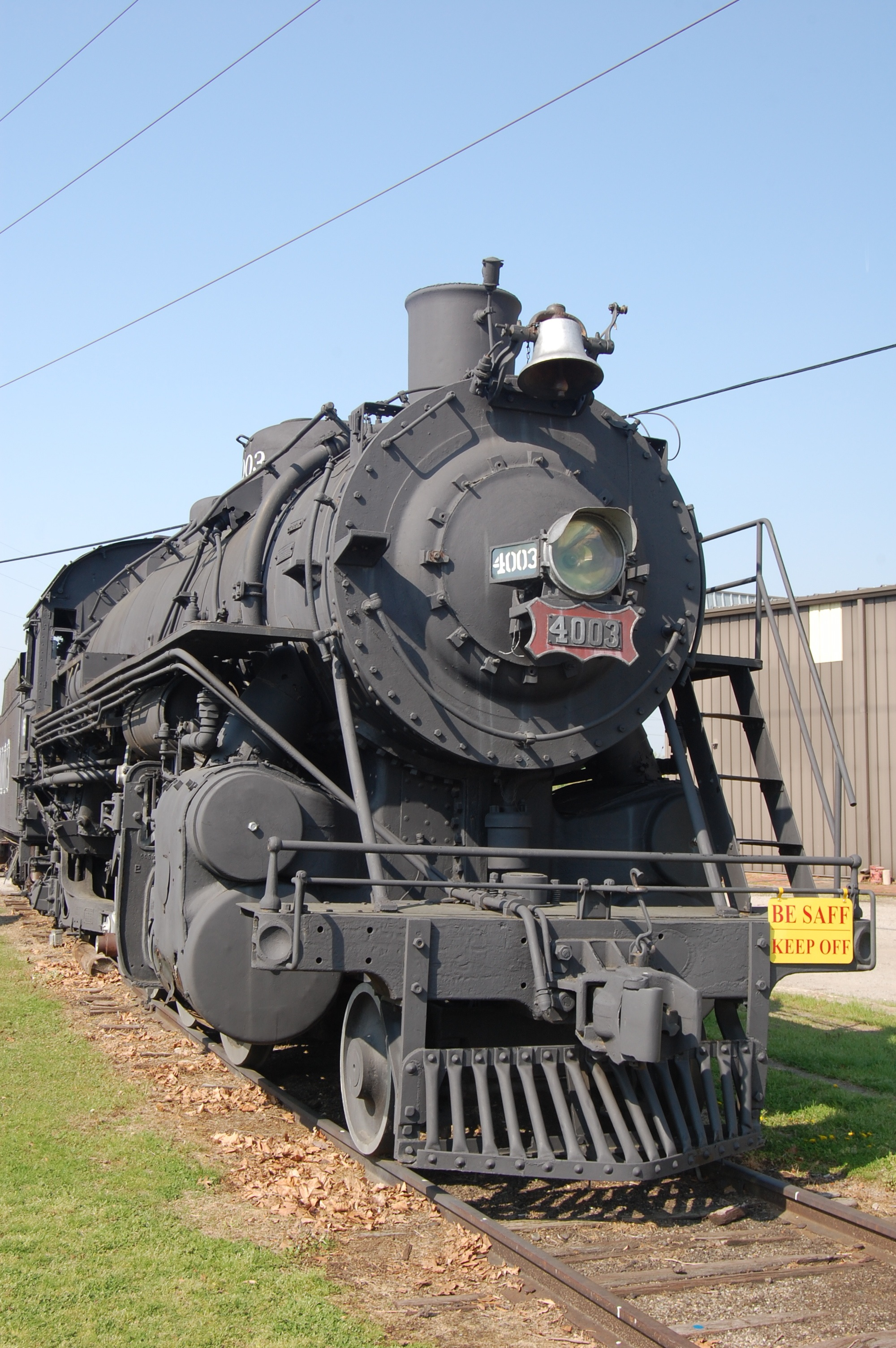
Ångloket "Frisco", St. Louis–San Francisco nr 4003, tillverkat av American Locomotive Company 1919

Fort Smith Trolley Museum är ett amerikanskt spårvägs- och järnvägsmuseum samt museispårväg i Fort Smith i Arkansas i USA. Det driver, förutom ett museum, sedan 1991 en 1,2 kilometer lång museispårväg. 
Museet grundades 1985 av Fort Smith Streetcar Restoration Association, som bildades 1979. Dess första byggnad uppfördes 1985 på mark som tidigare tillhört Missouri Pacific Railroad.
Museets museispårväg öppnade 1991 med den restaurerade tidigare Fort Smith Light and Traction Companys spårvagn nr 224, byggd av American Car Company 1926 och av så kallad Birney-typ. Den ursprungliga sträckan var ungefär 400 meter och var ett tidigare godsspår.
År 2016 hade museet två körklara spårvagnar: Fort Smith spårvagn nr 224 och Hot Springs Street Railway Company spårvagn nr 50, tillverkad 1904 av St. Louis Car Company för Hot Springs, Arkansas. 
Förutom spårvagnar har museet i sina samlingar fyra lokomotiv och ett antal veteranbussar.